# آلبرت تارانتلا
آلبرت تارانتلا (انگلیسی: Albert Tarantola؛ (زاده ۱۵ ژوئن ۱۹۴۹ - درگذشته ۶ دسامبر ۲۰۰۹) یک فیزیک‌دان اهل اسپانیا بود.